# Martha Kent
Martha Kent, també coneguda com a Ma Kent, és un personatge fictici publicat per DC Comics. És la mare adoptiva de Clark Kent / Kal-El / Superman i l'esposa de Jonathan Kent que viuen al poble rural fictici de Smallville, situat a Kansas, els Estats Units.En la majoria de les versions de la història de l'origen de Superman, Jonathan i Martha troben a Kal-El quan era un bebè després que s'estavellés en la Terra després de la destrucció del seu planeta natal, Krypton. Ho adopten poc després i ho rebategen com Clark Kent, sent "Clark" el cognom de soltera de Martha.
Martha Kent és usualment retratada com una noble i tendra mare, qui li va induir a Clark una moral molt forta. En algunes continuïtats, Martha també és qui crea la disfressa de superheroi de Clark, sovint a partir de les mantes de bebè en les quals els pares biològics de Clark ho van embolicar abans de tancar-ho en la càpsula, que resisteixen pràcticament tots els perills.
Abans de la sèrie de còmics de 1985-1986 Crisis en les terres infinites, Martha Kent i el seu espòs van morir després que Clark es va graduar de la preparatòria. En la continuïtat post-Crisi, tots dos romanen vius fins i tot després que Clark es converteix en adult, sent personatges secundaris fins a la mort de Jonathan durant un atac del supervillano Brainiac. Martha continua sent un personatge secundari en els còmics de Superman fins al reinici de continuïtat de "The New 52 " de 2011, en el qual tant ella com el seu espòs van morir, després d'haver estat assassinats per un conductor embriac. Tornen a la vida en 2019, després del rellançament de "DC Rebirth".
En la petita i pantalla gran, interpreten a Martha les actrius: Phyllis Thaxter en Superman: The Movie (1978); Annette O'Toole en la sèrie Smallville (2001-2011). Eva Marie Saint en Superman Returns (2006); Diane Lane en l'Univers estès de DC (2013-2021); Michele Scarabelli en la sèrie Superman & Lois (2021); Neva Howell en la pel·lícula de DC Universe Superman (2025).